# Remolinos
Remolinos település Spanyolországban,  Zaragoza tartományban. Remolinos Alcalá de Ebro, Luceni, Tauste, Pradilla de Ebro és Torres de Berrellén községekkel határos. Lakosainak száma 1023 fő (2024).

## Népesség
A település népessége az utóbbi években az alábbiak szerint változott:
| Lakosok száma | 1223 | 1210 | 1209 | 1192 | 1153 | 1149 | 1088 | 1086 | 1035 | 1023 |
|               | 2001 | 2004 | 2007 | 2009 | 2012 | 2014 | 2017 | 2019 | 2022 | 2024 |